# Marcinkiszki
Marcinkiszki (lit. Marcinkiškės) − wieś na Litwie, w gminie rejonowej Soleczniki, 2 km na południowy wschód od Dajnowy, zamieszkana przez 17 ludzi. Przed II wojną światową w Polsce, w powiecie lidzkim województwa nowogródzkiego.